# Neotes
Neotes is een vliegengeslacht uit de familie van de roofvliegen (Asilidae).

## Soorten
- N. chiloensis (Artigas, 1970)